# Pete Jacobs
Pete Jacobs (* 27. Oktober 1981) ist ein ehemaliger australischer Triathlet, Ironman-Sieger (2011) und Sieger des Ironman Hawaii (2012). Er wird in der Bestenliste australischer Triathleten auf der Ironman-Distanz geführt.

## Werdegang
Pete Jacobs startet seit 2004 als Profi-Triathlet. Sein Spitzname ist PJ. Er gehört mit zu den schnellsten Schwimmern unter den Triathleten.
2008 konnte er den Busselton Half Ironman bereits das vierte Mal in Folge für sich entscheiden.
2009 wurde Jacobs in Huskisson vor Craig Alexander Australischer Meister auf der Langdistanz, und im August 2010 erreichte er auf den Philippinen seinen ersten Sieg bei einem Ironman-70.3-Rennen (1,9 km Schwimmen, 90 km Radfahren und 21,1 km Laufen). Pete Jacobs ist seit 2010 verheiratet  und die beiden leben in Sydney.

### Zweiter beim Ironman Hawaii 2011
Im April 2011 konnte er mit seinem Sieg beim Ironman Australia seinen ersten Sieg auf der Langdistanz erreichen (3,86 km Schwimmen, 180,2 km Radfahren und 42,195 km Laufen), und im Oktober wurde er auf Hawaii Zweiter bei der Ironman World Championship.

### Sieger Ironman Hawaii 2012
Im Jahre 2012 gewann der 30-Jähriger Jacobs als vierter Australier die Ironman World Championship auf Hawaii. Nach einem von Verletzungen und Krankheiten gezeichneten Jahr 2013 hatte er auch 2014 wieder das Ziel, beim Ironman Hawaii zu starten.

### Kritik im Vorfeld des Ironman Hawaii 2014
Als Sieger von 2012 benötigte er zwar keine Qualifikation über das Kona Pro Ranking System, die WTC verlangte aber einen Start bei mindestens einem von ihr organisierten Wettkampf zur Validation des Starts. Jacobs trat daraufhin nur eine Woche nach einer aufgrund krankheitsbedingt mangelhafter Vorbereitung enttäuschenden Teilnahme am Challenge Roth beim Ironman Switzerland an, wo er zwar als Achter aus dem Wasser kam, mit 5:37:47 h auf dem Rad und 4:56:41 h Laufen aber für seine Verhältnisse nur eine Trainingsleistung ablieferte und so auf Platz 883 im Mittelfeld der Amateure ins Ziel kam.

Jacobs erntete daraufhin wenige Tage später massive Kritik von Andrew Messik, dem CEO der World Triathlon Corporation (WTC).
Knapp zwei Wochen vor seinem Start beim Ironman Hawaii bezog Jacobs daraufhin in einem offenen Brief Stellung zu dem Vorwurf, unprofessional aufgetreten zu sein. Jacobs verwehrte sich gegen den Vergleich mit einem Radsportler, der gegen die Zahlung von Antrittsgeld trotz Verletzung bei der Tour de France antrat, während er als Profi-Triathlet außer einer aufgrund seines Trainingszustandes aussichtslosen Perspektive auf Preisgeld keine finanziellen Anreize erhalte – für einen Start beim Ironman Hawaii aber zur für den Veranstalter kostenlosen Teilnahme an Wettkämpfen dessen Veranstalters gezwungen sei. Außerdem empfände er die Vorwürfe vor dem Hintergrund, dass er für Filmaufnahmen, Fotoshootings und ähnliche Maßnahmen für das Marketing der WTC regelmäßig bereitstand, unangemessen.
Jacobs brach den Wettkampf auf Hawaii letztlich ab.
Einen Start 2015 sagte er krankheitsbedingt ab.
Bei den „Ironman Asia Pacific Championships“ in Cairns belegte der damals 34-Jährige im Juni 2016 den dritten Rang. Seit 2016 tritt Pete Jacobs nicht mehr international in Erscheinung.

## Sportliche Erfolge
| Datum/Jahr    | Rang | Wettbewerb                     | Austragungsort | Zeit       | Bemerkung                                                                                           |
| ------------- | ---- | ------------------------------ | -------------- | ---------- | --------------------------------------------------------------------------------------------------- |
| 27. Feb. 2015 | 13   | Challenge Dubai                | Dubai          | 04:17:56   | |
| 14. Sep. 2014 | 3    | Ironman 70.3 Sunshine Coast    | Sunshine Coast | 03:47:48   | |
| 24. Aug. 2014 | 30   | Challenge Gold Coast           | Gold Coast     | 02:51:16   | auf der Halbdistanz                                                                                 |
| 16. März 2014 | 4    | Challenge Batemans Bay         | Batemans Bay   | 03:58:08   | |
| 15. Sep. 2013 | 1    | Ironman 70.3 Sunshine Coast    | Sunshine Coast | 03:39:59   | Sieger bei der Erstaustragung in Queensland – mit neuer persönlicher Bestzeit auf der Mitteldistanz |
| 3. März 2013  | 4    | Escape from Alcatraz Triathlon | San Francisco  | 02:08:33   | |
| 5. Aug. 2012  | 1    | Ironman 70.3 Philippines       | Camarines Sur  | 04:07:38   | |
| 3. Juni 2012  | 1    | Ironman 70.3 Cairns            | Cairns         | 03:55:51   | |
| 12. Feb. 2012 | 6    | Urban 2.80.20 Triathlon        | Geelong        | 03:45:31   | auf der Mitteldistanz (2 km Schwimmen, 80 km Radfahren und 20 km Laufen)                            |
| 13. Aug. 2011 | 1    | Ironman 70.3 Philippines       | Camarines Sur  | 03:51:43   | erfolgreiche Titelverteidigung auf den Philippinen                                                  |
| 20. März 2011 | 1    | Ironman 70.3 Singapore         | Singapur       | 03:54:25   | [ 9 ]                                                                                               |
| 22. Aug. 2010 | 1    | Ironman 70.3 Philippines       | Camarines Sur  | 03:58:41   | Jacobs erreichte seinen ersten Ironman-70.3-Sieg vor dem Vorjahressieger Terenzo Bozzone.           |
| 2010          | 2    | Nepean Triathlon               | Sydney         |            | Zweiter Rang auf der Kurzdistanz – hinter Brendan Sexton, dem U23-Vizeweltmeister von Hamburg 2007  |
| 23. Aug. 2009 | 4    | Ironman 70.3 Philippines       | Camarines Sur  | 03:56:52   | |
| 23. Mai 2009  | 4    | Ironman 70.3 Singapore         | Singapur       | 03:56:15   | schnellster Athlet auf der Schwimmdistanz                                                           |
| 8. Sep. 2008  | 3    | Ironman 70.3 Singapore         | Singapur       | 03:57:47   | |
| 3. Mai 2008   | 1    | Busselton Half Ironman         | Busselton      |            | |
| Feb. 2008     | 1    | Hell of the West               | Goondiwindi    | 03:43:03.1 | 2 km Schwimmen, 80 km Radfahren und 20 km Laufen                                                    |
| 5. Mai 2007   | 1    | Busselton Half Ironman         | Busselton      | 03:52:50   | |
| 2006          | 2    | UK Ironman 70.3                | Somerset       |            | |
| 2006          | 1    | Busselton Half Ironman         | Busselton      | 03:54:36   | |
| 7. Mai 2005   | 1    | Busselton Half Ironman         | Busselton      | 04:04:05   | |
| 12. Sep. 2004 | 1    | Big Kahuna Triathlon           | Santa Cruz     | 03:56:31   | |
| 22. Aug. 2004 | 2    | Timberman Half Iron Triathlon  | Gilford (NH)   | 04:00:50   | |

| Datum/Jahr    | Rang | Wettbewerb                                        | Austragungsort    | Zeit     | Bemerkung                                                                                            |
| ------------- | ---- | ------------------------------------------------- | ----------------- | -------- | --- |
| 12. Juni 2016 | 3    | Ironman Cairns                                    | Cairns            | 08:28:28 | Ironman Asia Pacific Championships                                                                   |
| 10. Okt. 2015 | DNS  | Ironman Hawaii                                    | Hawaii            | –        | |
| 3. Mai 2015   | 32   | Ironman Australia                                 | Port Macquarie    | 09:38:34 | |
| 11. Okt. 2014 | DNF  | Ironman Hawaii                                    | Hawaii            | –        | |
| 27. Juli 2014 | 883  | Ironman Switzerland                               | Zürich            | 11:42:39 | Qualifikation für den Ironman Hawaii                                                                 |
| 20. Juli 2014 | 76   | Challenge Roth                                    | Roth              | 09:32:25 | |
| 12. Okt. 2013 | 75   | Ironman Hawaii                                    | Hawaii            | 09:06:39 | |
| 7. Juli 2013  | 150  | Ironman Germany                                   | Frankfurt am Main | 09:33:23 | |
| 13. Okt. 2012 | 1    | Ironman Hawaii                                    | Hawaii            | 08:18:37 | |
| 8. Okt. 2011  | 2    | Ironman Hawaii                                    | Hawaii            | 08:09:11 | mit der schnellsten Laufzeit für die Marathon-Distanz (2:42:29 h) bei der Ironman World Championship |
| 1. Mai 2011   | 1    | Ironman Australia                                 | Port Macquarie    | 08:29:28 | |
| 5. Dez. 2010  | 3    | Ironman Western Australia                         | Busselton         | 08:21:16 | |
| 9. Okt. 2010  | 9    | Ironman Hawaii                                    | Hawaii            | 08:23:29 | |
| 18. Juli 2010 | 4    | Challenge Roth                                    | Roth              | 08:08:57 | |
| 10. Okt. 2009 | 8    | Ironman Hawaii                                    | Hawaii            | 08:30:15 | |
| 12. Juli 2009 | 2    | Challenge Roth                                    | Roth              | 08:02:01 | Zweiter Rang mit neuer persönlicher Bestzeit auf der Langdistanz                                     |
| 5. Apr. 2009  | 2    | Ironman Australia                                 | Port Macquarie    | 08:29:03 | Pete Jacobs war der schnellste Athlet auf der Schwimmdistanz.                                        |
| 22. Feb. 2009 | 1    | OTU Long Distance Triathlon Oceania Championships | Huskisson         | 03:49:23 | |
| 11. Okt. 2008 | 268  | Ironman Hawaii                                    | Hawaii            | 09:56:04 | |
| 13. Juli 2008 | 2    | Challenge Roth                                    | Roth              | 08:12:53 | schnellster Athlet auf der Schwimmdistanz                                                            |
| 1. März 2008  | 5    | Ironman New Zealand                               | Taupō             | 08:47:03 | |
| 26. Aug. 2007 | 12   | Ironman Korea                                     | Seogwipo          | 10:07:55 | |
| 24. Juni 2007 | 3    | Challenge Roth                                    | Roth              | 08:09:18 | |
| 21. Okt. 2006 | 17   | Ironman Hawaii                                    | Hawaii            | 08:38:12 | |
| 26. Feb. 2006 | 5    | Ironman Malaysia                                  | Langkawi          | 09:04:15 | |
| 11. Sep. 2005 | 2    | Ironman Wisconsin                                 | Madison           | 09:06:47 | |
| 27. Nov. 2005 | 23   | Ironman Western Australia                         | Busselton         | 09:28:35 | |
| 28. Nov. 2004 | 2    | Ironman Western Australia                         | Busselton         | 08:33:24 | |
| 4. Apr. 2004  | 4    | Ironman Australia                                 | Forster           | 08:42:49 | |
| 6. März 2004  | 5    | Ironman New Zealand                               | Taupō             | 08:51:07 | |
| 7. Apr. 2002  | 54   | Ironman Australia                                 | Forster           | 09:33:07 | erster Start über die Ironman-Distanz (3,86 km Schwimmen, 180,2 km Radfahren und 42,195 km Laufen)   |

(DNF – Did Not Finish)